# Erwin Stein (futbolista)
Erwin Stein (Fráncfort,10 de junio de 1935-26 de julio de 2024) fue un futbolista y entrenador de fútbol alemán que jugó en la posición de delantero.

## Carrera

### Selección nacional de 1959
A los diez años, Erwin Stein comenzó su carrera en el juvenil del SG Bornheim. Después de la temporada intermedia con Olympia 07, a la que se trasladó en 1951, terminó en SpVgg Griesheim 02 en 1954. A la edad de 24 años, fue convocado a la selección amateur alemana como delantero centro por el seleccionador nacional Sepp Herberger y su asistente Georg Gawliczek para el partido contra Holanda en Enschede  el 15 de abril de 1959. El veloz y potente delantero cumplió todas las expectativas puestas en él con dos goles en la victoria por 2-0. Con motivo de la ronda final del campeonato alemán de fútbol, que tendría lugar a partir del 16 de mayo, el seleccionador nacional nominó sorprendentemente al jugador aficionado de Hesse para el equipo de la selección nacional de fútbol para el partido amistoso contra Polonia en Hamburgo el 20 de mayo de 1959. Con el marcador en 0-1 goles, Erwin Stein fue sustituido en el minuto 63, y en el minuto 81 anotó el empate 1:1, que también significó el marcador final. El 27 de mayo jugó por segunda vez en la selección nacional amateur. En la victoria por 2-0 contra Inglaterra en Siegen, volvió a ser ovacionado como doble goleador. Con motivo del 50.º aniversario de la Federación Luxemburguesa de Fútbol, el 13 de junio de 1959 tuvo lugar un partido entre un equipo belga y otro alemán. Bélgica ganó 3-1. El gol de la selección de la DFB fue marcado por Erwin Stein. En la final del campeonato alemán de fútbol de 1959, el Eintracht Frankfurt y el Kickers Offenbach se enfrentaron el 28 de junio de 1959. El Eintracht ganó en la prórroga por 5-3. Los tres goles del Frankfurt fueron marcados por el delantero centro Eckehard Feigenspan. Desde que Feigenspan fichó por el TSV 1860 de Múnich, la directiva del Eintracht negoció con gran intensidad con el codiciado delantero del Griesheim 02. Dado que los partidos de clasificación para los Juegos Olímpicos de Verano de 1960 se celebraron en noviembre de 1959 contra Finlandia y Polonia, esto fue un revés para los planes de la DFB de participar en los Juegos Olímpicos. Erwin Stein jugó su primer partido en la Oberliga Süd el 23 de agosto de 1959 en el partido inaugural con el Eintracht Frankfurt contra el SpVgg Fürth. Contribuyó con dos goles a la victoria del Eintracht por 5-3. Sus cualidades goleadoras también entraron en juego en la Oberliga. Sin embargo, el seleccionador nacional Sepp Herberger no convocó al goleador para el siguiente partido internacional el 4 de octubre de 1959 en Berna contra Suiza. Stein nunca volvió a recibir una invitación de la DFB. Marcó 24 goles en la ronda 1959-60 de la Oberliga y llegó a la final de la Copa de Europa contra el Real Madrid en Glasgow el 18 de mayo de 1960. En términos deportivos, su tarjeta de presentación era de primera clase, pero su salida de la selección nacional amateur nunca fue perdonada por el entrenador nacional.

## Eintracht Frankfurt, 1959-1966
En siete años en el Eintracht, Erwin Stein jugó 342 partidos (incluyendo amistosos) y marcó 267 goles. En la Oberliga Süd, anotó 75 goles en 107 partidos entre 1959 y 1963. Celebró la procesión triunfal a Glasgow en la final de 1960 contra el Real Madrid y marcó dos goles contra el legendario José Santamaría, conocido como "el muro", entre los minutos 72 y 75, el 2-6 y el 3-7, en la derrota final por 3-7. En 1961 y 1962, fue subcampeón en dos ocasiones y jugó con el Eintracht en la ronda final del campeonato alemán de fútbol. En la temporada 1960/61, también fue el máximo goleador de la Oberliga Süd con 24 goles. 
En la Bundesliga, tuvo dos buenas rondas entre 1963 y 1965. Se despidió como jugador activo del Eintracht con el partido el 4 de septiembre de 1965 en el Hannover 96 junto a Jürgen Grabowski y Wolfgang Solz. De 1963 a 1966, contribuyó con 14 goles en 41 partidos en la nueva clase para los Hessians. En la Copa DFB, llegar a la final el 13 de junio de 1964 contra el 1860 de Múnich fue lo más destacado. Los "Leones" ganaron la final con goles de 2-0.

### Club
| Periodo   | Club                |
| --------- | ------------------- |
| 1953-1954 | FFC Olympia 07      |
| 1954–1959 | SpVgg Griesheim 02  |
| 1959–1966 | Eintracht Frankfurt |
| 1966–1969 | SV Darmstadt 98     |
| 1969–1970 | SpVgg Griesheim 02  |

### Selección nacional
Jugó para Alemania Federal en una ocasión el 20 de mayo de 1959 en el empate 1-1 ante Polonia en un partido amistoso donde anotó el gol.

### Entrenador
Dirigió al Viktoria Griesheim en 1970.

## Logros

### Club
- Campeonato Alemán de fútbol (1): 1959

### Individual
- Goleador del Campeonato Alemán de fútbol en 1962.